# Hassan al-Tourabi
Pour l’article homonyme, voir Abdellah Tourabi.
Hassan Abdallah al-Tourabi (arabe : حسن عبد الله الترابي), né en 1932 à Kassala et mort le 5 mars 2016 à Khartoum, est un homme politique et religieux soudanais. Al-Tourabi est un islamiste, membre des Frères musulmans.
Ancien chef des Frères musulmans soudanais, il prêche un panarabisme islamique en symbiose militante avec tous les mouvements islamistes du monde arabe, mais aussi non arabe. Pour Tourabi, le nationalisme arabe est « révolutionnaire islamique ».

## Biographie
Al-Tourabi naît à Kassala à la frontière avec l'Érythrée en 1932, il est d'origine Beja. Son père est un cheikh soufi. Il suit des études poussées en droit : maîtrise de l'université de Khartoum (de 1951 à 1955), master de l'université de Londres et enfin thèse à l'université de la Sorbonne de 1959 à 1964.

### Parcours politique
Al-Tourabi commence sa carrière politique en intégrant les Frères musulmans. En 1964, il est actif lors de la révolte qui pousse le président Ibrahim Abboud à quitter le pouvoir. De 1964 à 1969, al-Tourabi dirige le Front de la charte islamique, un parti politique représentant les Frères musulmans au Soudan.
En 1969, le général Numeiri prend le pouvoir lors d'un coup d'État. Il arrête al-Tourabi qui reste en prison 6 ans avant de s'enfuir en Libye. À partir de 1979, Numeiri se rapproche des Frères musulmans et al-Tourabi revient au Soudan où il devient procureur général. L'état d'urgence est imposé en avril 1984 après la rupture entre Numeiri et les Frères musulmans.
En 1985, Numeiri est renversé par un coup d'État et al-Tourabi reorganise son parti en un Front islamique national.
Du 1er au 12 avril 1986, des élections législatives ont lieu au Soudan. Quarante partis y participent, à cause de la rébellion de la SPLA dans le sud du pays, une douzaine de circonscriptions du sud ne participent pas aux élections. Pour les autres circonscriptions, l'Oumma de Sadeq al-Mahdi obtient 99 sièges, l'Union démocratique 63 et le Front islamique national d'al-Tourabi 51 sièges. Al-Tourabi est nommé ministre de la Justice et procureur général en mai 1988, postes qu'il cumule avec celui de ministre des Affaires étrangères à partir de décembre 1988.
Le général Omar el-Béchir arrive au pouvoir par un coup d'État en 1989 et est fortement sous l'influence d'al-Tourabi.
En 1992, lors d'un voyage à Ottawa, al-Tourabi est attaqué au couteau par un Soudanais exilé. Gravement blessé, Al-Tourabi entre dans un coma mais s'en remet après plusieurs semaines d'hospitalisation,.
Al-Tourabi est directeur pour l'Afrique du Congrès mondial islamique.
Il est élu président du parlement soudanais en 1995. Al-Tourabi est aussi le chef du Congrès national, le principal parti politique soudanais, émanation du Front islamique national. En décembre 1999, il essaie d'évincer le général Omar el-Béchir du pouvoir en mettant au vote une loi interdisant le cumul des mandats. El-Béchir dissout le parlement et la tentative d'al-Tourabi échoue. Une élection présidentielle a lieu et al-Tourabi en demande le boycott. Il est alors démis de ses fonctions au sein du Congrès national et forme un nouveau parti : le Parti du Congrès populaire. En mars 2004, el-Béchir emprisonne al-Tourabi pour une tentative de coup d'État datant de septembre 2003.
Le 30 juin 2005, le président Omar el-Béchir, pour fêter le 16e anniversaire de son arrivée au pouvoir par un coup d'État, libère tous les prisonniers politiques soudanais, y compris al-Tourabi.
En 2006, al-Tourabi est accusé d'apostasie pour avoir écrit dans un article que les femmes musulmanes devraient avoir le droit de se marier avec des chrétiens ou des juifs et qualifiant les avis religieux s'y opposant de « rétrogrades ». Il s'est également déclaré favorable à l'organisation de prière non séparée entre hommes et femmes. Il a réitéré ses propos à l'université de Khartoum [réf. nécessaire], qualifiant ses opposants traditionalistes de défendre des idées « périmées ».
En janvier 2009, al-Tourabi est arrêté pour avoir declaré que le président El-Bechir devait se rendre à la Cour pénale internationale pour les crimes commis au Darfour. Il est libéré en mars.
En avril 2010, al-Tourabi refuse de reconnaître les résultats de élections législatives et refuse la proposition de rentrer au gouvernement.
Il est arrêté en mai 2010 en raison de la publication par le journal L'Opinion du peuple, journal publié par le Parti du Congrès populaire, d'articles jugés mensongers par le gouvernement.
Al-Tourabi meurt le 5 mars 2016 à Khartoum d'une crise cardiaque.

### Terrorisme islamiste
Le rapport de la Commission nationale sur les attaques terroristes contre les États-Unis mentionne al-Tourabi comme l'un des principaux soutiens d'al-Qaïda et d'Oussama ben Laden en Afrique,.

### Guerre du Darfour
Al-Tourabi nie toute implication dans l'activité des milices islamistes du Mouvement pour la justice et l'égalité qui sévissent dans le Darfour mais certains rapports mettent en doute ses déclarations[réf. nécessaire]. Il est arrêté le 12 mai 2008 à la suite de l'incursion avortée des rebelles du Mouvement pour la justice et l'égalité (MJE) en date du 10 mai 2008.